# Winnekendonk
Winnekendonk is een plaats in de Nederrijnregio in Duitsland. De plaats heeft in 2006 ongeveer 4.300 inwoners en behoort sinds 1969 tot de gemeente Kevelaer in de kreis Kleef in Noordrijn-Westfalen.

## Geschiedenis
Winnekendonk werd in 1969 samen met Kervenheim en Kervendonk bij Kevelaer gevoegd. Voordien was in Winnekendonk het bestuur gevestigd van het Amt Kervenheim, dat uit drie dorpen bestond. De katholieke kerk in het centrum van de plaats heeft als beschermheilige Sint-Urbanus.

## Buurtschappen
Tot Winnekendonk behoren het gehucht Schravelen aan de Niers en de buurtschap Achterhoek.

## Verkeer
Winnekendonk is te bereiken via de A 57.

## Afbeeldingen

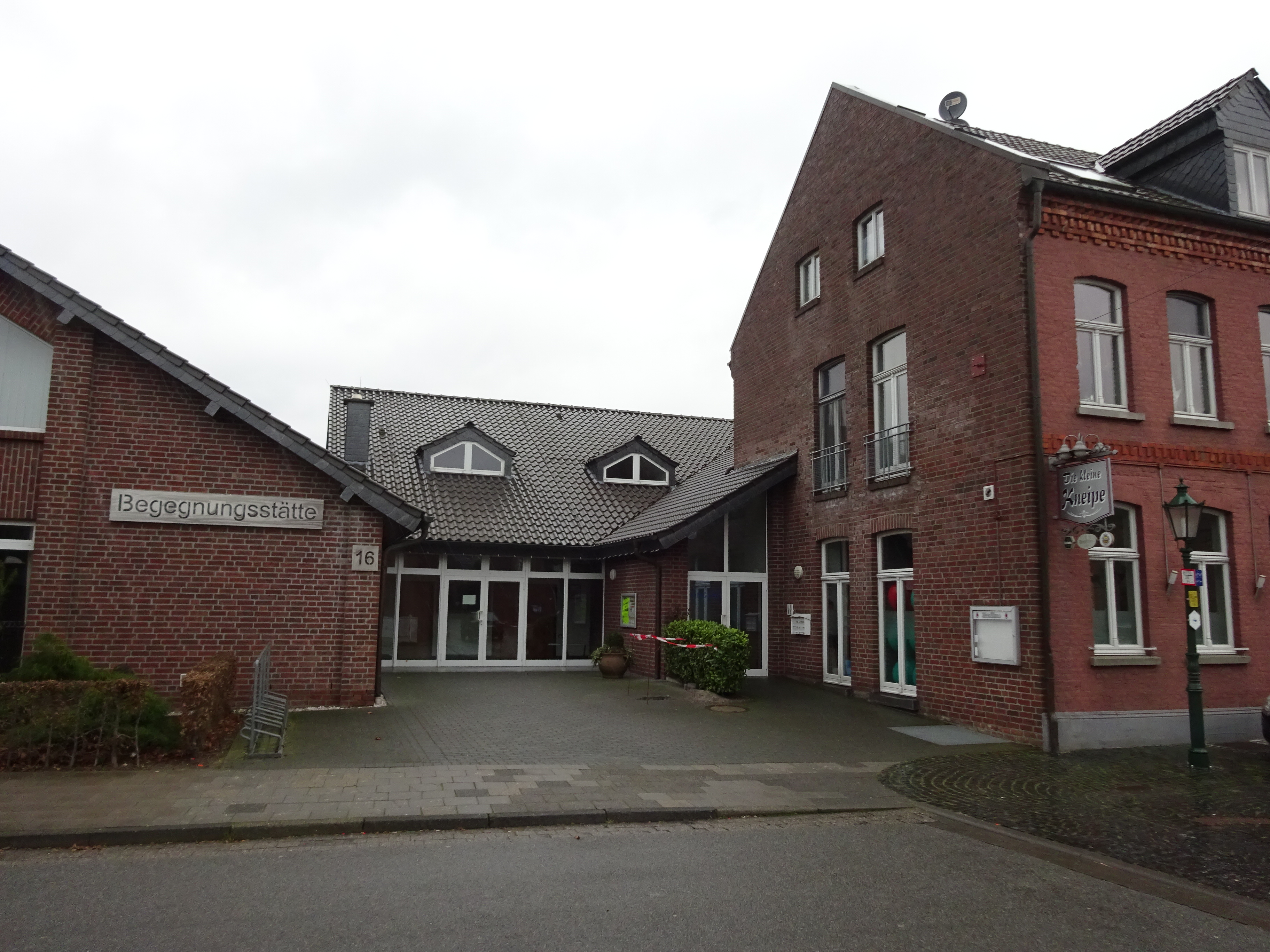
Marktstraße
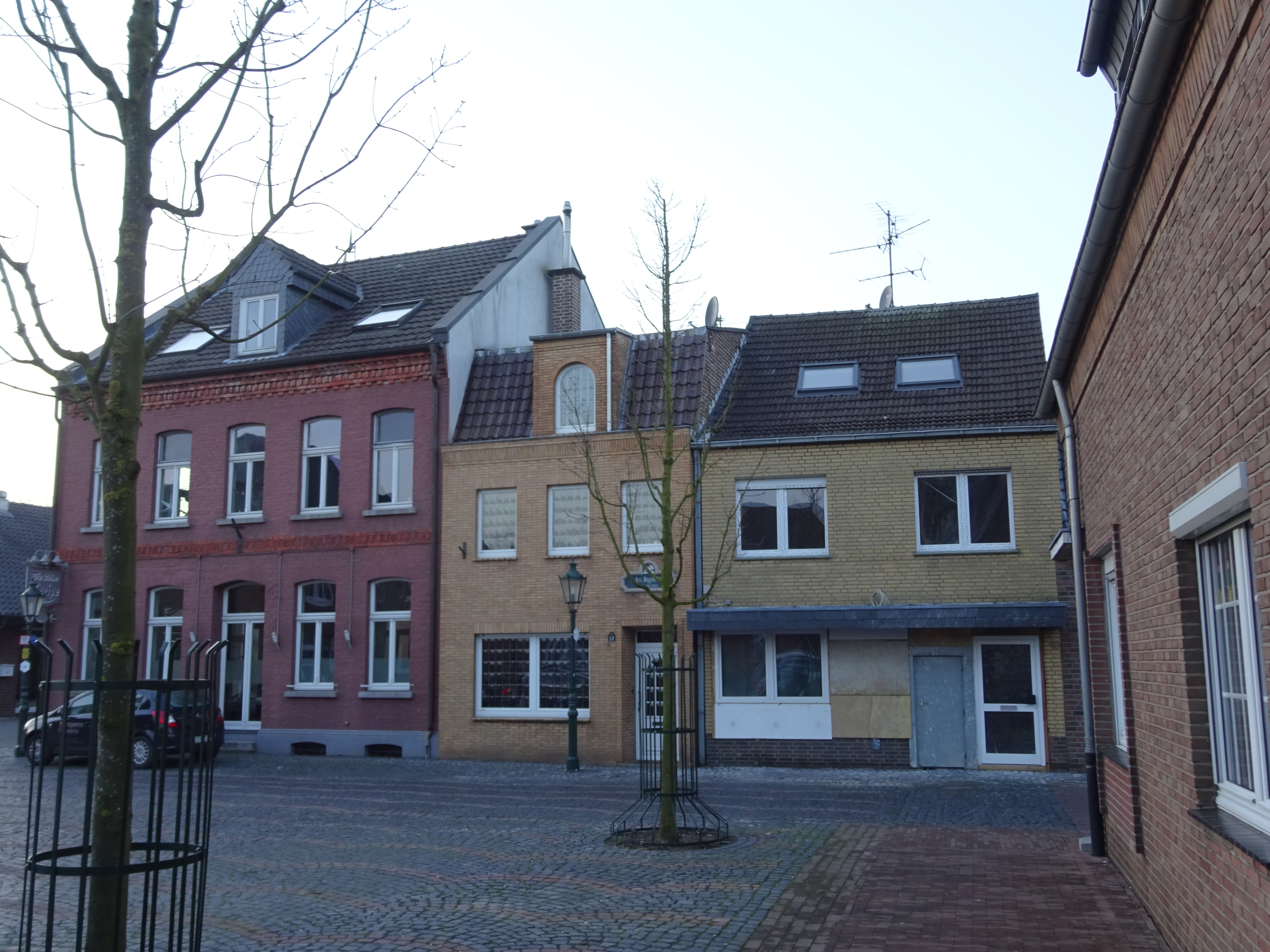
Markt
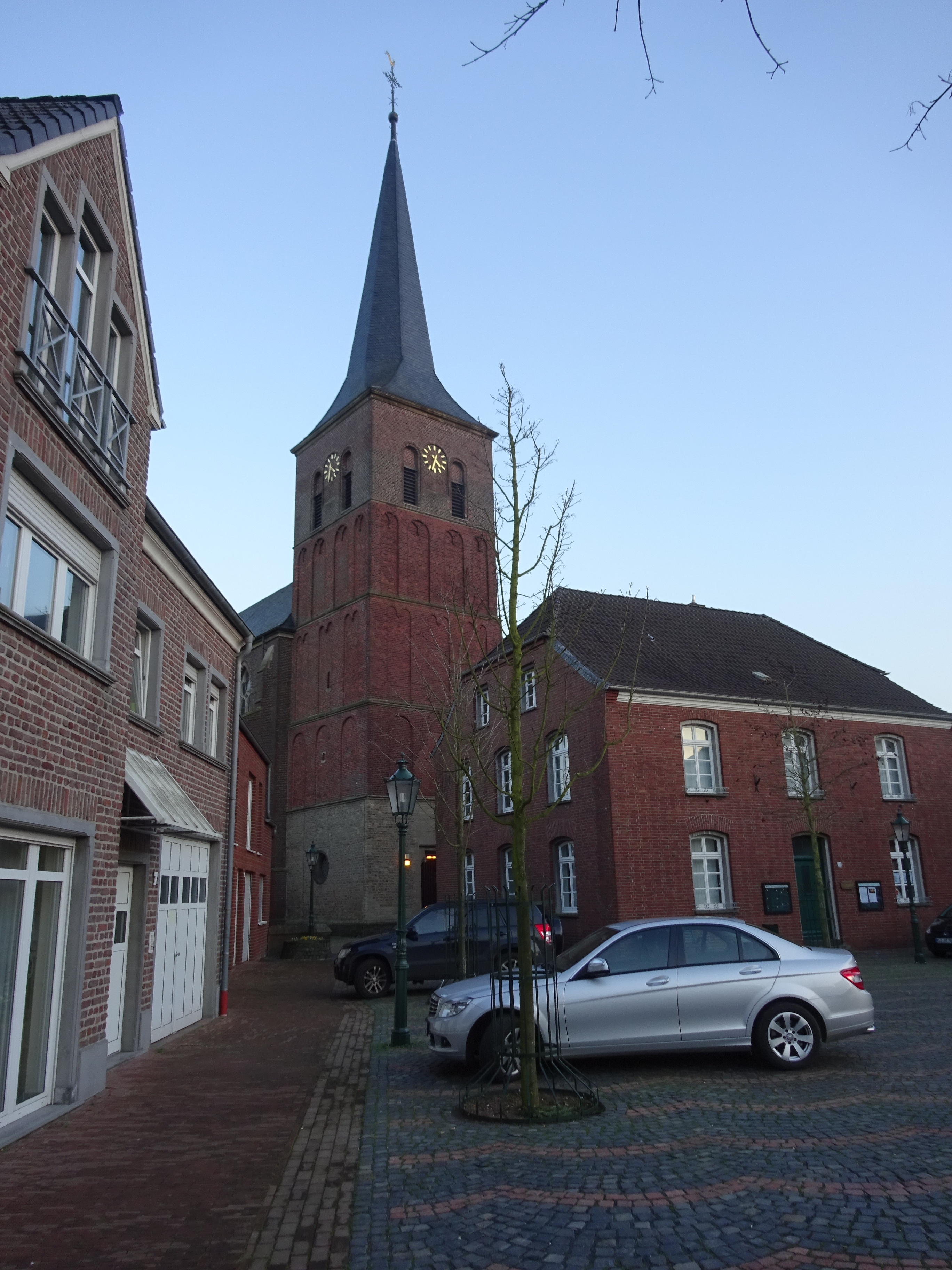
St. Urbanuskerk